# ジミー・クラントン
ジミー・クラントン（Jimmy Clanton、1938年9月2日 - ）は、アメリカ合衆国のスワンプ・ポップ、R&B歌手。ティーンエイジ・アイドルとして有名になった。
彼は1958年、自身のバンド、ロケッツと共に自作曲「Just A Dream」をエイス・レコードよりリリースした。この曲はビルボードのR&Bチャートの1位となり、ポップ・チャートでも4位を記録。100万枚を売り上げる大ヒットとなった。
クラントンはディック・クラークのテレビ番組「アメリカン・バンドスタンド」へ出演し、またファッツ・ドミノ、ジェリー・リー・ルイス、ザ・プラターズといった人気アーティストたちとツアーを行なっている。

## 来歴
クラントンはバトンルージュ高校在学中の1956年に、自身のバンド、ザ・ロケッツを結成した。
ニューオーリンズのR&B、ロックンロールのアーティストとしては数少ない白人歌手の一人であった彼は、1950年代から1960年代にかけて、ティーン・ミュージックの波の頂点に立った。彼がエイスからリリースしたシングル・レコードは全米トップ40に7回ランクインしている。トップ10を記録した彼のヒット曲としては、「Just A Dream」が1958年8月にポップ・チャート4位、R&Bチャートの1位となったのを始め、「Go, Jimmy, Go」が1960年初頭にポップ・チャート5位、「Venus In Blues Jeans」（ハワード・グリーンフィールドとジャック・ケラーの作詞作曲）が1962年10月6日に同7位となっている。1961年初頭にクラントンは徴兵され、米軍でその後の2年間を過ごしたが、「Don't Look At Me」、「Because I Do」、そして前述の「Venus In Blue Jeans」とリリースは続いた。英国で彼がチャート入りした唯一のヒット曲は、グリーンフィールドとニール・セダカのペンによる「Another Sleepless Night」で、1960年7月に50位を記録している。
クラントンは、DJのアラン・フリードがプロデュースしたロックンロールの映画『Go, Johnny, Go!』（1959年）にスターの一人として出演し、続いて『Teenage Millionaire』（1961年）にも出演した。この映画は音楽のアレンジととプロデュースをドクター・ジョンとトランペット奏者のチャーリー・ミラーが担当している。
ニューオーリンズのスタジオ経営者であり、エンジニアのコズィモ・マタッサが1950年代末から1960年代初頭にかけて、クラントンのマネージャーを務めた。1960年5月、エイス・レコードはビルボード誌に「フィラデルフィアが5月16日の週を『ジミー・クラントン・ウィーク』と宣言した」との発表を行なっている。
1963年、アメリカン・バンドスタンドがクラントンをディック・クラークの「キャラヴァン・オヴ・スターズ」の全米ツアーのメンバーにクラントンを加えた。テキサス州ダラスのメモリアル講堂で1963年11月22日の晩に予定されていた15回目のコンサートは、直前にジョン・F・ケネディ大統領がダラスで暗殺されたため、中止となった。
クラントンは1972年から1976年の間、ペンシルベニア州コロンビアのラジオ局WHEXでDJを務めた。また同じく1970年代に、彼はオールディーズ・レヴュー『Masters Of Rock 'n' Roll』でトロイ・ションデル、レイ・ピーターソン、ロニー・ダヴと共に演奏をしている。彼は1980年8月、キリスト教新生福音派に入信している。クラントンは、1995年のニューオーリンズ・ジャズ&ヘリテッジ・フェスティバルに出演し、フランキー・フォードと共演した。
2022年、クラントンはサンディ・ウィークスとの共著の形で『Just A Dream From Singer to Servant of God! The Story of Jimmy Clanton』を出版した。彼のスターとして名声と1980年に始まった信仰の人生を綴った内容となっている。

## 受賞と表彰
クラントンは、メキシコ湾沿岸博物館の殿堂入りを果たした。同博物館にはテックス・リッター、ジャニス・ジョプリン、ZZトップ、B・J・トーマスといったアーティストも殿堂入りしている。
2007年4月14日、ルイジアナ州マンデヴィルで開催された「レジェンズ・オヴ・ルイジアナ・セレブレーション&インダクションズ」コンサートで、ジミー・クラントンはルイジアナ音楽の殿堂入りをした。
クラントンのシングル「Just A Dream」、「A Letter To An Angel」、「Ship On A Stormy Sea」、「Venus In Blue Jeans」は、それぞれ100万枚以上を売り上げ、ゴールドディスク認定を受けた。

## 私生活
クラントンは1962年12月8日、ロクサン・フェイ・エドミラーと結婚し、3人の子供を設けている。

## ディスコグラフィー

### アルバム
- 1959年『Just A Dream』(Ace)
- 1960年『Jimmy's Happy』(Ace)
- 1960年『Jimmy's Blue』(Ace)
- 1960年『Jimmy's Happy/Jimmy's Blue』(Ace)
- 1961年『Teenage Millionaire』(Ace)
- 1961年『My Best To You』(Ace)
- 1962年『Venus In Blue Jeans』(Ace)
- 1964年『The Best Of Jimmy Clanton』(Philips)
- 2007年『Born Again』(Snailworx)
- 2014年『Everybody Needs Love』(no label)

### シングル
| 年   | タイトル（A面、B面） 特筆がない限り、両面とも同じアルバム収録                                         | レーベル          | チャート最高位 | チャート最高位 | チャート最高位 | アルバム                      |
| 年   | タイトル（A面、B面） 特筆がない限り、両面とも同じアルバム収録                                         | レーベル          | 米国ポップ     | 米国R&B        | カナダ         | アルバム                      |
| ---- | --- | ----------------- | -------------- | -------------- | -------------- | ----------------------------- |
| 1957 | 「I Trusted You」 b/w「That's You Baby」（アルバム未収録曲）                                          | Ace 537           | —              | —              | —              | 『My Best To You』            |
| 1958 | 「Just A Dream」 b/w「You Aim To Please」（アルバム未収録曲）                                         | Ace 546           | 4              | 1              | 5              | 『Just A Dream』              |
| 1958 | 「A Letter To An Angel」/                                                                             | Ace 551           | 25             | —              | 46             | 『Just A Dream』              |
| 1958 | 「A Part Of Me」                                                                                      | Ace 551           | 38             | 28             | —              | 『Just A Dream』              |
| 1959 | 「My Love Is Strong」 b/w「Ship On A Stormy Sea」                                                     | Ace 560           | —              | —              |                | 『Just A Dream』              |
| 1959 | 「My Own True Love」 b/w「Little Boy In Love」                                                        | Ace 567           | 33             | —              | 24             | 『My Best to You』            |
| 1959 | 「Go, Jimmy, Go」 b/w「I Trusted You」                                                                | Ace 575           | 5              | 19             | 1              | 『My Best to You』            |
| 1960 | 「Another Sleepless Night」A b/w「I'm Gonna Try」                                                     | Ace 585           | 22             | —              | 22             | 『Jimmy's Blue』              |
| 1960 | 「The Slave」 b/w「Rambling Girl」                                                                    | Ace S1860         | —              | —              | —              | アルバム未収録曲              |
| 1960 | 「Come Back」/                                                                                        | Ace 600           | 63             | —              | —              | 『My Best to You』            |
| 1960 | 「Wait」                                                                                              | Ace 600           | 91             | —              | —              | 『My Best to You』            |
| 1961 | 「What Am I Gonna Do」 b/w「If I」                                                                    | Ace 607           | 50             | —              | 36             | 『My Best to You』            |
| 1961 | 「What Am I Living For」 b/w「Wedding Bells」                                                         | Vin 1028          | —              | —              | —              | アルバム未収録曲              |
| 1961 | 「Down The Aisle」 b/w「No Longer Blue」 （両面ともジミー・クラントンとメアリー・アン・モブリー名義） | Ace 616           | —              | —              | —              | アルバム未収録曲              |
| 1961 | 「I Just Wanna Make Love」 b/w「Don't Look At Me」（『Jimmy's Blue』より）                            | Ace 622           | —              | —              | —              | 『Venus in Blue Jeans』       |
| 1961 | 「Lucky In Love With You」 b/w「Not Like A Brother」                                                  | Ace 634           | —              | —              | —              | 『Venus in Blue Jeans』       |
| 1961 | 「Twist On Little Girl」 b/w「Wayward Love」                                                          | Ace 641           | —              | —              | —              | 『Venus in Blue Jeans』       |
| 1962 | 「Just A Moment」 b/w「Because I Do」                                                                 | Ace 655           | —              | —              | —              | 『Venus in Blue Jeans』       |
| 1962 | 「Venus in Blue Jeans」 b/w「Highway Bound」（『Jimmy's Blue』より）                                  | Ace 8001          | 7              | —              | 5              | 『Venus in Blue Jeans』       |
| 1962 | 「Darkest Street in Town」 b/w「Dreams Of A Fool」                                                    | Ace 8005          | 77             | —              | —              | 『Venus in Blue Jeans』       |
| 1963 | 「Another Day, Another Heartache」 b/w「This Endless Night」                                          | Ace 8006          | —              | —              | —              | アルバム未収録曲              |
| 1963 | 「Cindy」 b/w「I Care Enough (To Give The Very Best)」                                                | Ace 8007          | —              | —              | —              | アルバム未収録曲              |
| 1963 | 「Red Don't Go With Blue」 b/w「All The Words In The World」                                          | Philips 40161     | 115            | —              | —              | アルバム未収録曲              |
| 1964 | 「I'll Step Aside」 b/w「I Won't Cry Anymore」                                                        | Philips 40181     | —              | —              | —              | アルバム未収録曲              |
| 1964 | 「A Million Drums」 b/w「If I'm A Fool For Loving You」                                               | Philips 40208     | —              | —              | —              | 『The Best Of Jimmy Clanton』 |
| 1964 | 「Follow The Sun」 b/w「Lock the Windows, Lock the Doors」（アルバム未収録曲）                        | Philips 40219     | —              | —              | —              | 『The Best Of Jimmy Clanton』 |
| 1965 | 「Hurting Each Other」 b/w「Don't Keep Your Friends Away」                                            | Mala 500          | —              | —              | —              | アルバム未収録曲              |
| 1965 | 「Everything I Touch Turns To Tears」 b/w「That Special Way」                                         | Mala 516          | —              | —              | —              | アルバム未収録曲              |
| 1967 | 「C'mon Jim」 b/w「The Absence Of Lisa」                                                              | Imperial 66242    | —              | —              | —              | アルバム未収録曲              |
| 1967 | 「I'll Be Loving You」 b/w「Calico Junction」                                                         | Imperial 66274    | —              | —              | —              | アルバム未収録曲              |
| 1969 | 「Curly」B b/w「I'll Never Forget Your Love」                                                         | Laurie LR-3508    | 97             | —              | —              | アルバム未収録曲              |
| 1969 | 「Tell Me」 b/w「I'll Never Forget Your Love」                                                        | Laurie LR-3534    | —              | —              | —              | アルバム未収録曲              |
| 1971 | 「The Coolest Hot Pants」 b/w「The Coolest Hot Pants」（Piccolino Pops）                              | Spiral GS-3406    | —              | —              | —              | —                             |
| 1976 | 「Old Rock'n Roller (Will It Happen Again)」 b/w「Old Rock'n Roller (Will It Happen Again)」          | Starcrest GRT-078 | —              | —              | —              | —                             |
| 1978 | 「You Kissed A Fool Good-bye」 b/w「I Wanna Go Home」                                                 | Star Fire S-104   | —              | —              | —              | —                             |

- A 英国シングル・チャートでも最高位50位を記録
- B カナダRPMトップ・トラックスでも最高位88位を記録[21]